# Distrikt Llipa
Der Distrikt Llipa liegt in der Provinz Ocros in der Region Ancash in West-Peru. Der Distrikt wurde am 15. November 1957 gegründet. Er hat eine Fläche von 31,5 km². Beim Zensus 2017 wurden 301 Einwohner gezählt. Im Jahr 1993 betrug die Einwohnerzahl 171, im Jahr 2007 843. Die Distriktverwaltung befindet sich in der 2770 m hoch gelegenen Ortschaft Llipa mit 275 Einwohnern (Stand 2017). Llipa liegt knapp 23 km östlich der Provinzhauptstadt Ocros.

## Geographische Lage
Der Distrikt Llipa liegt in der peruanischen Westkordillere im äußersten Osten der Provinz Ocros. Der nach Süden strömende Río Pativilca bildet die östliche Distriktgrenze.
Der Distrikt Llipa grenzt im Südwesten an den Distrikt San Cristóbal de Raján, im Nordwesten an den Distrikt Ocros, im Nordosten an den Distrikt Cajamarquilla sowie im Südosten an den Distrikt Mangas (Provinz Bolognesi).